# Пшемишълско-Варшавска митрополия
Пшемишълско-Варшавската митрополия (на полски: Metropolia przemysko-warszawska) е единственият диоцез на Украинската гръкокатолическа църква на територията на Полша. Установена е на 31 май 1996 година от папа Йоан-Павел II. Обхваща цялата територия на страната, като се дели на три епархии и има 65 000 верни.

## Епархии
В състава на митрополията влизат епархиите с центрове Пшемишъл, Вроцлав и Олщин.
- Пшемишълско-Варшавска архиепархия – архиепископ митрополит Еугениуш Попович
- Вроцлавско-Кошалинска епархия – епископ Влоджимеж Юшчак
- Олщинско-Гданска епархия – епископ Аркадиуш Трохановски

## Фотогалерия
- „Св. Йоан Кръстител“, катедрален храм на Пшемишълско-Варшавската архиепархия
- „Св. св. Викентий и Яков“, катедрален храм на Вроцлавско-Кошалинската епархия
- „Покров на Пресвета Дева Мария“, катедрален храм на Олщинско-Гданската епархия